# Alfabetização

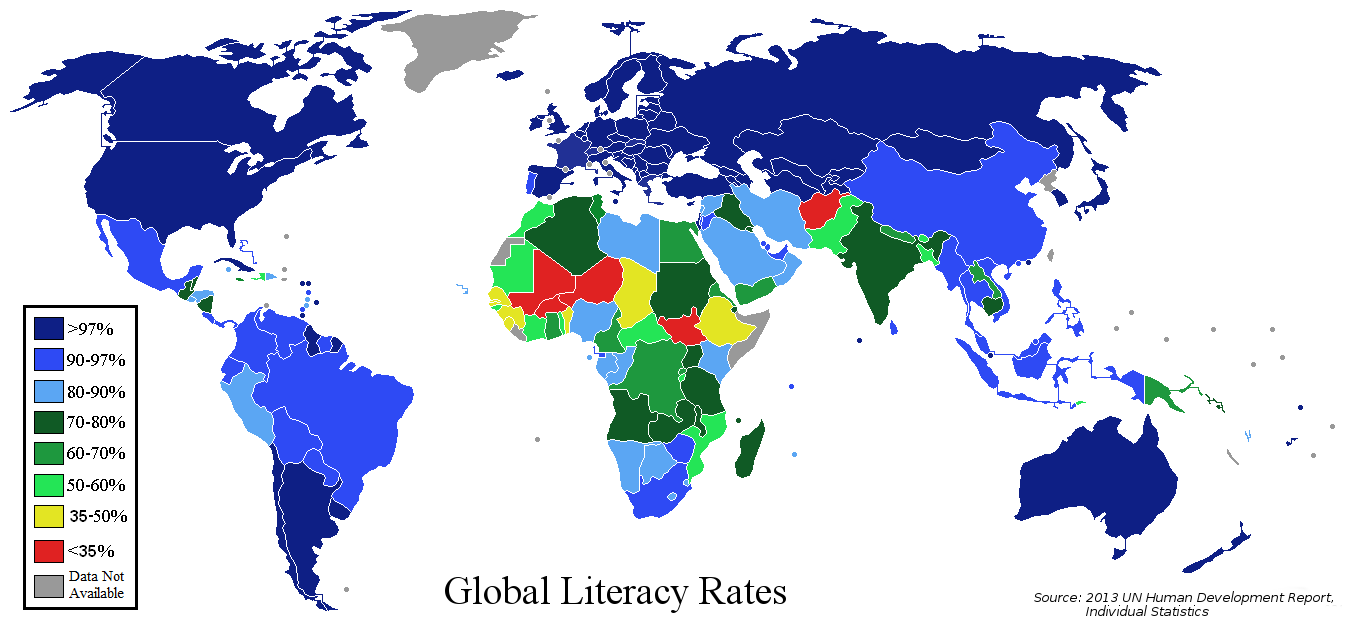
Mapa mundial da alfabetização em 2013. Os países em azul-escuro são os que apresentam os melhores índices.

A alfabetização consiste no aprendizado do alfabeto e de sua utilização como código de comunicação, e apropriação do sistema de escrita, e pressupõe a compreensão do princípio alfabético, indispensável ao domínio da leitura e escrita. De um modo mais abrangente, a alfabetização é definida como um processo no qual o indivíduo constrói a gramática e em suas variações, sendo chamada de alfabetismo a capacidade de ler, compreender, e escrever textos, e operar números. Esse processo não se resume apenas na aquisição dessas habilidades mecânicas (codificação e decodificação) do ato de ler, mas na capacidade de interpretar, compreender, criticar, ressignificar e produzir conhecimento. Todas essas capacidades citadas anteriormente só serão concretizadas se os alunos tiverem acesso a todos os tipos de portadores de textos. O aluno precisa encontrar os usos sociais da leitura e da escrita. A alfabetização envolve também o desenvolvimento de novas formas de compreensão e uso da linguagem de uma maneira geral.
A alfabetização de um indivíduo promove sua socialização, já que possibilita o estabelecimento de novos tipos de trocas simbólicas com outros indivíduos, acesso a bens culturais e a facilidades oferecidas pelas instituições sociais. A alfabetização é um fator propulsor do exercício consciente da cidadania e do desenvolvimento da sociedade como um todo.
A incapacidade de ler e escrever é denominada analfabetismo ou iliteracia, enquanto que a incapacidade de interpretar textos simples é chamada analfabetismo funcional ou semianalfabetismo. No período pós-guerra o alfabetismo era visto sob uma perspectiva simplista de «saber ler, escrever e contar» [...] A partir da década de 60 esta visão alterou-se e passou a predominar uma visão mais funcional do conceito.

## Letramento
Segundo Soares (2003), o termo letramento surgiu em 1980, como verdadeira condição para sobrevivência e a conquista da cidadania, no contexto das transformações culturais, sociais, políticas, econômicas e tecnológicas. Ampliando, assim o sentido do que tradicionalmente se conhecia por alfabetização. Letramento não é necessariamente o resultado de ensinar a ler e a escrever. É o estado ou a condição que adquire um grupo social ou um indivíduo como consequência de ter-se apropriado da escrita. Surge, então, um novo sentido para o adjetivo "letrado", que significava apenas "que, ou o que é versado em letras ou literatura; literato", e que, agora, passa a caracterizar o indivíduo que, sabendo ler ou não, convive com as práticas de leitura e escrita. Por exemplo: quando um pai lê uma história para seu filho dormir, a criança está em um processo de letramento, está convivendo com as práticas de leitura e escrita. Não se deve, portanto, restringir a caracterização de um indivíduo letrado ao que domina apenas a técnica de escrever (ser alfabetizado), mas sim àquele que utiliza a escrita e sabe "responder às exigências de leitura e escrita que a sociedade faz continuamente".
Apesar de os termos alfabetização e letramento corriqueiramente aparecerem juntos, é preciso saber que o conceito de letramento não é tão antigo como o da alfabetização. E que embora estejam interligados possuem significados diferentes, de acordo com Soares (2004): Assim, por um lado, é necessário reconhecer que alfabetização – entendida como a aquisição do sistema convencional de escrita – distingue-se de letramento – entendido como o desenvolvimento de comportamentos e habilidades de uso competente da leitura e da escrita em práticas sociais.
O letramento, pode também ser definido como a arte de dominar a leitura e a escrita. Neste sentido, uma pessoa letrada é aquela que domina e as utiliza com competência em seu meio social, pois só assim o indivíduo se tornará alfabetizado e letrado. De acordo com a autora Soares, há a necessidade de diferenciá-los, pois pode-se confundir os dois processos, gerando, assim, um conflito na compreensão destes; e, ao aproximá-los, percebemos que a alfabetização pode modificar o entendimento de letramento, como ao mesmo tempo depende dele.
| “ | Hoje, tão importante como conhecer o funcionamento do sistema de escrita é poder se engajar em práticas sociais letradas, respondendo aos inevitáveis apelos de uma cultura grafocêntrica. Assim, enquanto a alfabetização se ocupa da aquisição da escrita por um indivíduo, ou grupo de indivíduos, o letramento focaliza os aspectos sócio-históricos da aquisição de uma sociedade. | ” |

Ou seja, ao mesmo tempo em que a alfabetização e letramento são dois processos distintos, eles estão interligados. Por isso, para ser uma pessoa letrada, é importante já ter passado pelo processo de alfabetização.

## Alfabetização moderna

### Disseminação da alfabetização desde meados do século XX
Dados de alfabetização publicados pela UNESCO mostram que desde 1950, a taxa de alfabetização de adultos em nível mundial aumentou 5 pontos percentuais a cada década em média, de 55,7 por cento em 1950 para 86,2 por cento em 2015. No entanto, por quatro décadas, a população o crescimento foi tão rápido que o número de adultos analfabetos continuou aumentando, passando de 700 milhões em 1950 para 878 milhões em 1990. Desde então, o número caiu acentuadamente para 745 milhões em 2015, embora permaneça maior do que em 1950, apesar de décadas de universalidade políticas de educação, intervenções de alfabetização e difusão de material impresso e tecnologias de informação e comunicação (TIC). No entanto, essas tendências estão longe de ser uniformes entre as regiões.

### Disparidades regionais
Os dados globais disponíveis indicam variações significativas nas taxas de alfabetização entre as regiões do mundo. A América do Norte, Europa, Ásia Ocidental e Ásia Central alcançaram uma alfabetização adulta quase completa (indivíduos com 15 ou mais anos de idade) para homens e mulheres. A maioria dos países do Leste Asiático e Pacífico, bem como da América Latina e do Caribe, tem uma taxa de alfabetização acima de 90% para adultos. O analfabetismo persiste em maior extensão em outras regiões: dados do Instituto de Estatística da UNESCO (UIS) de 2013 indicam taxas de alfabetização de adultos de apenas 67,55% no Sul da Ásia e no Norte da África, 59,76% na África Subsaariana.
Em grande parte do mundo, as altas taxas de alfabetização de jovens sugerem que o analfabetismo se tornará cada vez menos comum à medida que as gerações mais jovens com níveis de realização educacional mais elevados substituem as mais velhas. No entanto, na África Subsaariana e no Sul da Ásia, onde vive a grande maioria dos jovens analfabetos do mundo, a baixa escolaridade implica que o analfabetismo persistirá em maior grau. De acordo com os dados do UIS de 2013, a taxa de alfabetização de jovens (indivíduos de 15 a 24 anos) é de 84,03% no Sul da Ásia e no Norte da África e 70,06% na África Subsaariana. No entanto, a distinção entre alfabetizados / analfabetos não é clara: por exemplo, dado que uma grande parte dos benefícios da alfabetização pode ser obtida por meio do acesso a uma pessoa alfabetizada em casa, alguma literatura recente em economia, começando com o trabalho de Kaushik Basu e James Foster distinguem entre um "analfabeto próximo" e um "analfabeto isolado". O primeiro se refere a uma pessoa analfabeta que mora em um domicílio com analfabetos e o segundo a um analfabeto que mora em um domicílio com todos os analfabetos. O que é preocupante é que muitas pessoas nos países pobres não são analfabetas próximas, mas sim analfabetas isoladas.
Dito isso, a alfabetização se espalhou rapidamente em várias regiões nos últimos vinte e cinco anos (veja a imagem). A iniciativa global das Nações Unidas para concretizar o Objetivo de Desenvolvimento Sustentável 4 também está ganhando impulso.

## Leitura
O aprendizado da leitura é um momento importante na educação, que começa na alfabetização e se estende por toda educação básica. Consiste em garantir que o estudante consiga ler e compreender textos, em todo e qualquer nível de complexidade. Uma vez alfabetizado, é possível o indivíduo ampliar seu nível de leitura e de letramento, de forma a tornar-se um sujeito autônomo e consciente. O principal suporte para a alfabetização é a leitura, pois lendo com frequência facilita a fixar a grafia correta das palavras ou seja, o aprendizado. Sabemos que a leitura está ao nosso redor, nos fazendo ler o tempo todo, mas é necessário que a escola não se limite ao significado e a essa função que se atribui à leitura. Algumas coisas que aprendemos na escola são esquecidas com o tempo, por não serem praticadas. Através da leitura rotineira, os conhecimentos se fixariam de forma a não serem esquecidos posteriormente. Toda escola deve fornecer uma educação de qualidade incentivando a leitura, pois dessa forma a população se torna mais informada e crítica. A leitura é fundamental no desenvolvimento do ser humano onde a escola possui um papel importante no desenvolvimento do hábito de ler.

## Aprendizado da leitura na escola
A alfabetização formal se fixa no primeiro e segundo anos do ensino básico. A partir daí considera-se que o aluno já é um leitor e começa-se um período de interpretação de textos que parte deste pressuposto.
Para os autores Duffy, Sherman e Roehler (1977), a leitura é um processo que se aprende reconhecendo e compreendendo palavras e frases que se apoiam mutuamente, despertando o interesse das crianças por materiais impressos, brincando e descobrindo significados, com isso, haverá uma melhoria da linguagem e comunicação das crianças com outras pessoas. O aprendizado através do brincar possibilita, ao aluno, aprender a lidar com suas emoções. Desse modo, ele começa a adquirir sua individualidade ao mesmo tempo em que considera o meio e os demais.
É necessário ensinar às crianças a linguagem e escrita e não somente a escrita de letras. E, durante o período de aprendizagem, o educador deve fazer, do lúdico, uma arte, um instrumento para possibilitar e facilitar a educação a criança. A prática de permitir à criança o diálogo faz com que ela exponha suas ideias.
| “ | Se a única maneira de dominar o diálogo é praticá-lo, dê à criança sua chance. | ” |

Nessa perspectiva, o professor tem papel fundamental na constituição desse aluno leitor, pois no cotidiano de sua práxis pedagógica entrega ferramentas que propiciem o desenvolvimento da habilidade de leitura ao passo em que suas ações abraçam não apenas os conteúdos curriculares, mas também os interesses e gostos dos alunos para que se percebam envolvidos por prazer ao ler.
Branchi e Alves descobriram em sua pesquisa que os professores, ao envolverem os alunos em práticas de leitura não apenas por obrigação, despertaram neles a curiosidade, cativando-lhes o gosto, o que é essencial para a formação de um leitor. 
Assim, é possível criar estratégias e utilizar ferramentas durante o processo de ensino-aprendizagem que revelem a leitura como ato de puro deleite, contudo é relevante que o professor se visualize como agente mediador dessa descoberta.

## Taxa de alfabetização
A taxa de alfabetização indica a percentagem de alfabetização (capacidade de ler e escrever) da população de um determinado local. Essa medida é um dos indicadores de desenvolvimento de um país, a Organização das Nações Unidas serve-se aliás deste fator para calcular o índice de desenvolvimento humano.
Em 2007, o Ministério da Educação e Cultura (MEC) do Brasil instituiu o selo Município Livre de Analfabetismo, que concederá tal certificado aos municípios com taxa de alfabetização acima de 96%. No mesmo ano, apuraram-se 64 municípios com tal marca (40 no Rio Grande do Sul, 16 em Santa Catarina, 3 no Paraná e em São Paulo, e 2 no Rio de Janeiro).

## Métodos de alfabetização
Cada forma de alfabetizar destaca um aspecto diferente no aprendizado. Pode-se dividi-las em duas grandes categorias: Métodos predominantes sintéticos e Métodos predominantes analíticos. Para que funcione de forma eficaz, o método deve ser adaptado à idade, ao contexto social e às necessidades de quem aprende: a alfabetização em fase infantil se diferencia do processo direcionado a jovens ou a adultos. E, para cada grupo, existem técnicas úteis para se maximizar o aprendizado. Além disso, é possível ainda destacar a ordem experimental e continuada deste processo cognitivo, que deve ser compreendido pelo educador em suas três facetas: linguística, interativa e sociocultural. Dessa forma, a dialética do ensino e aprendizagem se torna mais efetiva, como aponta o estudo de SILVA, Ensino da escrita na alfabetização: como promover as aprendizagens das crianças?
O professor ou professora irá se basear nos textos e debates realizados durante a sua formação acadêmica, para guiar a sua conduta dentro da sala de aula, reconstruindo e adaptando-se às teorias. Dessa forma, as práticas pedagógicas utilizadas pelos professores vão além de uma repetição do que é visto durante a graduação, utiliza-se de procedimentos rotineiros e inovadores, moldando de acordo com cada realidade enfrentada nas escolas.

### Métodos predominantemente sintéticos
São métodos que partem das partes para se chegar ao todo.

### Métodos alfabéticos
Os métodos alfabéticos, também conhecidos como silábicos, ficaram marcados no Brasil pelo uso da Cartilha "Caminho Suave". Nesse método aprende-se primeiro as letras do alfabeto, em seguida a formar sílabas e com essas as palavras. A partir desse momento começa-se a ler frases curtas, indo para orações e vai progredindo até poder ler um livro sozinho.
Com mais de 40 milhões de exemplares vendidos desde a sua criação, a cartilha idealizada pela educadora Branca Alves de Lima teve um grande sucesso devido à simplicidade de sua técnica. Por causa da facilidade no aprendizado por meio desta técnica, rapidamente a cartilha tornou-se o principal aliado na alfabetização brasileira até o início dos anos 1980. Em 1995, o Ministério da Educação retirou a cartilha do seu catálogo de livros. Apesar disto, estima-se que ainda são vendidas 10 mil cartilhas por ano no Brasil.

### Método da silabação
| “ | Não basta saber ler que 'Eva viu a uva'. É preciso compreender qual a posição que Eva ocupa no seu contexto social, quem trabalha para produzir a uva e quem lucra com esse trabalho. | ” |

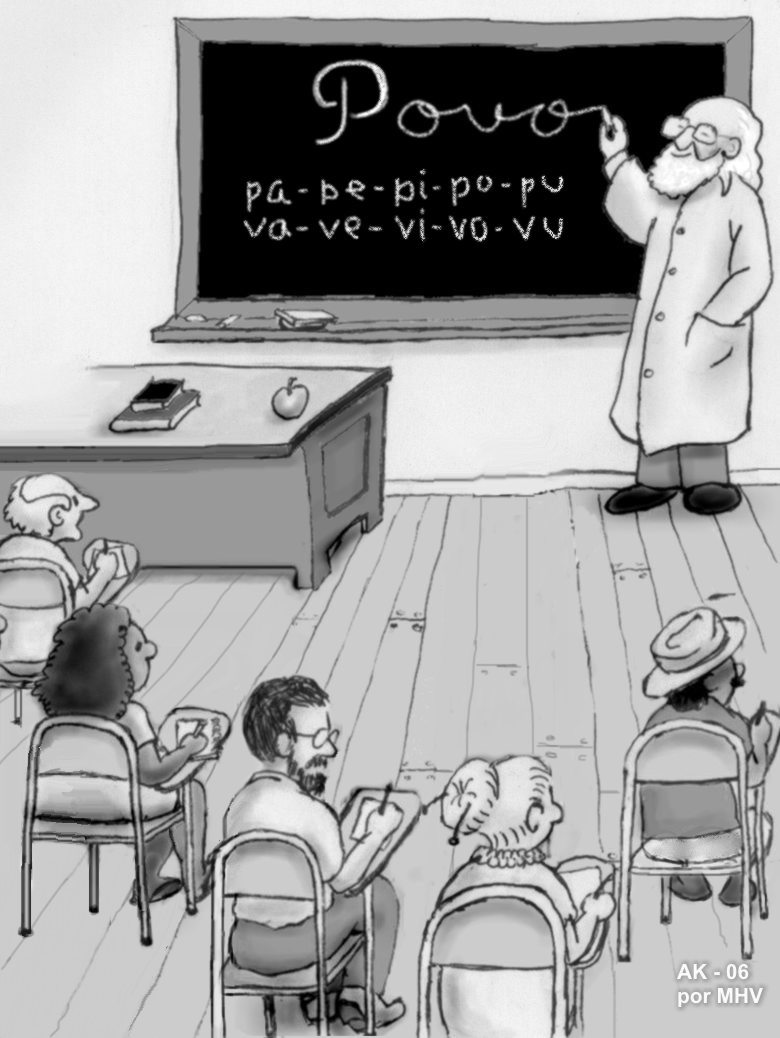
Método Paulo Freire: alfabetização pela conscientização

O Método Paulo Freire consiste numa proposta para a alfabetização de adultos desenvolvida pelo educador Paulo Freire, que criticava o sistema tradicional que utilizava a cartilha como ferramenta central da didática para o ensino da leitura e da escrita. As cartilhas ensinavam pelo método da repetição de palavras soltas ou de frases criadas de forma forçosa (em linguagem de cartilha), como "Eva viu a uva"; "O bebê baba", entre muitas outras.
O processo proposto por Paulo Freire iniciava-se pelo levantamento do universo vocabular dos alunos. Através de conversas informais, o educador observa os vocábulos mais usados pelos alunos e assim seleciona as palavras que servirão de base para as lições. A quantidade de palavras geradoras pode variar de 18 a 23 palavras, aproximadamente. Depois de composto o universo das palavras geradoras, passa-se ao processo de exercitá-las com a participação do grupo.
A silabação: uma vez identificadas, cada palavra geradora passa a ser estudada através da divisão silábica, semelhantemente ao método tradicional. Cada sílaba se desdobra em sua respectiva família silábica, com a mudança da vogal. Por exemplo, para a palavra "ROBÔ", as sílabas são: RA-RE-RI-RO-RU, BA-BE-BI-BO-BU.
As palavras novas: o passo seguinte é a formação de palavras novas. Usando as famílias silábicas agora conhecidas, o grupo forma palavras novas.
Para mais, Paulo Freire considerava essa temática como prática social e é emergente que as pesquisas em educação dialogue com essa concepção com o objetivo de proporcionar avanços significativos na área, combatendo e resistindo às políticas públicas e imaginários que apresentam retrocessos para alfabetização crítica freireana.

### Método fônico

Desenho representando a posição da língua ao emitir diferentes vogais (i, e, ɛ e a)

O método fônico é um método de alfabetização que dá ênfase ao ensino dos sons das letras, partindo das correspondências sons-letras mais simples para as mais complexas para, depois, combiná-las. O que permitirá que se consiga ler toda e qualquer palavra. Nasceu como uma crítica ao método da soletração ou alfabético, sendo indicado para crianças mais jovens e recomendado ser introduzido logo no início da alfabetização.
Por exemplo: ao se ensinar os fonemas /u/, /a/, /o/, /t/ e /p/ usando um alfabeto móvel, as crianças podem formar palavras como: pata, pato, tato, tatu, tapa, topo etc.; depois disso, elas são incentivadas a pronunciar o som de cada letra uma por uma e, em seguida, combiná-los para gerar a pronúncia da palavra.
Assim, a criança constrói a pronúncia por si própria. Muitas das correspondências som-letra, incluindo consoantes, vogais e dígrafos, podem ser ensinados num espaço de poucos meses (de quatro a seis meses), logo no início do seu primeiro ano letivo. Isso significa que as crianças poderão ler muitas das palavras desconhecidas que elas mesmas encontram nos textos, sem o auxilio do professor para tal.
Os especialistas dizem que este método alfabetiza crianças, em média, no período de quatro a seis meses. Este é o método mais recomendado nas diretrizes curriculares de países que utilizam a linguagem alfabética, como: Estados Unidos, Inglaterra, França e Dinamarca.

### Método global (ou analítico)
Opunha-se ao método sintético, questionando dois argumentos dessa teoria. Um que diz respeito à maneira como o sentido é deixado de lado e outro que supunha que a criança não reconheceria uma palavra sem antes reconhecer sua unidade mínima.
A principal característica que diferencia o método sintético do analítico é o ponto de partida. Enquanto o primeiro parte do menor componente para o maior, o segundo parte de um dado maior para unidades menores.
Justificando o método analítico, Nicolas Adam, responsável por suas bases, vai utilizar-se de uma metáfora, dizendo que, quando se apresenta um casaco a uma criança, mostra-se ele todo, e não a gola, depois os bolsos, os botões etc. Adam afirma que é dessa forma que uma criança aprende a falar, portanto deve ser da mesma forma que deve aprender a ler e escrever, partindo do todo, decompondo-o, mais tarde, em porções menores. Para ele, era imprescindível ressaltar a importância que a criança tem de ler e não decifrar o que está escrito, isso quer dizer que ela tem a necessidade de encontrar um significado afetivo e efetivo nas palavras.
O método analítico se decompõe em:
1. palavração: diz respeito ao estudo de palavras, sem decompô-las, imediatamente, em sílabas; assim, quando as crianças conhecem determinadas palavras, é proposto que componham pequenos textos;
2. sentenciação: formam-se as orações de acordo com os interesses dominantes da sala. Depois de exposta uma oração, essa vai ser decomposta em palavras, depois em sílabas;
3. conto: a ideia fundamental aqui é fazer com que a criança entenda que ler é descobrir o que está escrito. Da mesma maneira que as modalidades anteriores, pretendia-se decompor pequenas histórias em partes cada vez menores: orações, expressões, palavras e sílabas.

## Técnicas de leitura

### Leitura dinâmica
A leitura dinâmica é uma estratégia para se ler grandes volumes de texto rapidamente. Essa estratégia tem muitos críticos. Woody Allen disse: "Aprendi leitura dinâmica e li 'Guerra e Paz' em 15 minutos. Tem a ver com a Rússia". Outros defendem sua eficácia, mas garantem que esse tipo de leitura só deve ser usado como leitura superficial. Os seus entusiastas discordam e afirmam ser possível a leitura de qualquer coisa em profundidade.
A leitura dinâmica é um conjunto de técnicas para acelerar a leitura, entre os quais figuram:
- não verbalização das palavras (pronunciar as palavras mentalmente desacelera a leitura, o cérebro é capaz de ler mais rápido que "pronunciar");
- fixação dos olhos (o movimento muscular dos olhos toma muito tempo, que poderia ser aproveitado captando mais palavras);
- acompanhamento do texto com um dedo (ganha-se atenção e não se perde o ponto de referência, ajudando a manter o olho em menos posições fixas).

### Leitura sintópica
Tipo de leitura comparativa, baseada na leitura de diferentes livros sobre um determinado tema, relacionando-os uns aos outros e ao tema.

### Análise em níveis
Essa tática, utilizada em literatura, consiste em analisar um texto em 3 níveis: superficial, médio e profundo. No primeiro, vê-se características literárias como prosa, verso, forma, etc. No nível médio, estuda-se o tipo de texto (período literário, escola, etc.) e seu propósito imediato. O nível profundo é o estudo das motivações subjacentes ao texto, suas aspirações morais, literárias e filosóficas, e como o texto pode servir de mensagem atemporal.

### Leitura e interpretação
De modo geral, um grande problema em muitas pessoas é não ter o hábito da leitura.
Ler não é somente juntar letras e formar palavras, mas também, e, fundamentalmente, significa saber interpretar, decodificar a mensagem. Não se lê apenas através de símbolos do alfabeto. Existem outros códigos que produzem textos, tais como: uma obra de arte, uma cor, um desenho simples, um gesto ou expressão corporal, um comportamento ou atitude, uma expressão de pensamento e, assim por diante. Todas essas mensagens podem ser interpretadas de forma diferente por cada indivíduo leitor, considerando que a decodificação depende do histórico de vida de cada pessoa.
Gerar um tema depende de muita leitura e interpretação das mensagens do cotidiano. Ter o hábito de observar e questionar fatos sociais configurados no dia a dia contribui muito para a elaboração de um bom tema. Todos os fatos são importantes para quem quer escrever seja o que for. A opinião é formada por meio das mais variadas leituras.

## Analfabetismo
Analfabetismo, como o próprio nome indica, é o desconhecimento do alfabeto, ou seja, a incapacidade de ler e escrever. Segundo a Unesco: "uma pessoa funcionalmente analfabeta é aquela que não pode participar de todas as atividades nas quais a alfabetização é requerida para uma atuação eficaz em seu grupo e comunidade, e que lhe permitem, também, continuar usando a leitura, a escrita e o cálculo a serviço de seu próprio desenvolvimento e do desenvolvimento de sua comunidade".
Para fins estatísticos, analfabeta é a pessoa acima de 15 anos que não sabe ler e escrever pelo menos um bilhete simples. O analfabetismo é um grave problema na maioria dos países subdesenvolvidos, comprometendo o exercício pleno da cidadania e o desenvolvimento socioeconômico do país. E em 2016, um estudo científico controverso provou que os analfabetos tem os neurônios centrais do cérebro desativados, visto que só os não-analfabetos tem os neurônios centrais ativos.

### Analfabetismo funcional
Analfabeto funcional é a denominação dada à pessoa que, mesmo com a capacidade de decodificar minimamente letras, frases, sentenças, textos curtos e números, não desenvolve a habilidade de interpretação de textos e de fazer as operações matemáticas. Segundo a UNESCO, “uma pessoa funcionalmente analfabeta é aquela que não pode participar de todas as atividades nas quais a alfabetização é requerida para uma atuação eficaz em seu grupo e comunidade, e que lhe permitem, também, continuar usando a leitura, a escrita e o cálculo a serviço do seu próprio desenvolvimento e do desenvolvimento de sua comunidade”. Também é definido como analfabeto funcional o indivíduo maior de quinze anos e que possui escolaridade inferior a quatro anos, embora essa definição não seja muito precisa, já que existem analfabetos funcionais com nível superior de escolaridade. 

### Analfabetismo digital
Analfabeto digital é aquele que é incapaz de obter informações por meio da Internet ou de qualquer outro meio ligado a computadores. É um tipo de analfabetismo contemporâneo bastante comum em regiões que não possuem eletricidade e/ou suporte à rede mundial de computadores, porém há o caso também de desinteresse pela máquina por algumas pessoas que contam com fontes mais tradicionais de informação. Nas próximas décadas, espera-se uma expansão digital em todos os setores econômicos e culturais do globo, o que poderá causar exclusão social daqueles que não estejam aptos a interagir com a informação digital.

## Legislação

### Brasil
A alfabetização é contemplada em amplos documentos legais, nos quais estabelecem o período no qual ela deve ser concluída. Segundo a Base Nacional Comum Curricular (BNCC) esse processo deve ocorrer nos dois primeiros anos dos anos iniciais do ensino fundamental. Já as Diretrizes Curriculares Nacionais (DCN's) e o Plano Nacional de Educação (PNE), estabelecem em seu disposto que a alfabetização seja concluída até o 3º ano do Ensino Fundamental. 
"Nos dois primeiros anos do Ensino Fundamental, a ação pedagógica deve ter como foco a alfabetização, a fim de garantir amplas oportunidades para que os alunos se apropriem do sistema de escrita alfabética de modo articulado ao desenvolvimento de outras habilidades de leitura e de escrita e ao seu envolvimento em práticas diversificadas de letramentos" (BNCC, 2017 p. 58)
"II – foco central na alfabetização, ao longo dos três primeiros anos, conforme estabelece o Parecer CNE/CEB nº4/2008, de 20 de fevereiro de 2008, da lavra do conselheiro Murílio de Avellar Hingel, que apresenta orientação sobre os três anos iniciais do Ensino Fundamental de nove anos;" (DCN, 2013 p. 38) 
"Meta 5: alfabetizar todas as crianças, no máximo, até o final do 3º (terceiro) ano do ensino fundamental." (PNE, 2014)